# Schistoglossa aubei
Schistoglossa aubei är en skalbaggsart som först beskrevs av Brisout de Barneville 1860.  Schistoglossa aubei ingår i släktet Schistoglossa, och familjen kortvingar. Arten är reproducerande i Sverige.